# Artipe anna
Artipe anna är en fjärilsart som beskrevs av Druce 1896. Artipe anna ingår i släktet Artipe och familjen juvelvingar. Inga underarter finns listade i Catalogue of Life.